# دختر امپراتور
دختر پادشاه، سو بک هیانگ (به کره‌ای: 제왕의 딸 수백향) یا دختر امپراتور، یک مجموعهٔ تلویزیونی کره‌ای در ژانر ساگوک که زندگی سو بک هیانگ، دختر پادشاه پادشاه موریونگ را به تصویر می‌کشد. این مجموعه از ۳۰ سپتامبر ۲۰۱۳ تا ۱۴ مارس ۲۰۱۴، از شبکه ام‌بی‌سی کره پخش شد. این مجموعه برای ۱۲۰ قسمت برنامه‌ریزی شده بود؛ اما تعداد آن در ۱۴ مارس ۲۰۱۴ به ۱۰۸ قسمت کاهش یافت.

## خلاصه داستان
داستان این سریال راجع به دو خواهر ناتنی به نام‌های سول نان و سوریا است که هر دو از یک مادر هستند ولی یکی از آنها (سول نان) دختر امپراتور باکجه و دیگری (سوریا) دختر یک مرد رعیت و کر و لال است. هر دو آنها از این موضوع که خواهر ناتنی و یک نفرشان شاهدخت است، بی‌خبر هستند. طی ماجراهایی، سوریا متوجه می‌شود که خواهرش سول نان دختر امپراتور است و از شدت حسادت او را به درون یک دره هل داده و خود به پایتخت می‌رود و ادعا می‌کند که شاهدخت باکجه هست. سول نان مدتی بعد از افتادن به درون دره، به هوش می‌آید و فکر می‌کند که سوریا را گم کرده است. او همه جا را به دنبال خواهرش می‌گردد و در میانهٔ راه با ولیعهد و جانشین امپراتور، شاهزاده نانگ میانگ روبه‌رو می‌شود که برای انجام یک مأموریت از قصر خارج شده است. سول نان از ولیعهد می‌خواهد که به او در پیدا کردن خواهرش کمک کند و ولیعهد هم شرط عمل کردن به درخواست او را عضویتش در حلقهٔ مبارز قصر اعلام می‌کند. بدین شکل سول نان به همراه ولیعهد به سمت پایتخت به راه می‌افتد؛ بی‌خبر از آنکه خواهرش در قصر یک شبه تبدیل به یک شاهزاده خانم شده است.

## بازیگران

### اصلی
- سو هیون جین در نقش سول نان (سو بک هیانگ)
- سو وو در نقش سول هی
- لی جه ریونگ در نقش پادشاه موریونگ
- جو هیون جه در نقش نانگ نیانگ (بعداً پادشاه سئونگ)
  - جون جین سو در نقش نوجوانی نانگ نیانگ
  - سول وو هیونگ در نقش کودکی نانگ نیانگ
- جون ته سو در نقش جین مو
- میونگ سه بین در نقش چه هوا
- یون ته یونگ در نقش گو چون

### مکمل
- چا هوا یون در نقش دو ریم
- کیم روی ها در نقش تول ده
- کیم مین کیو در نقش مانگ گو
- سونگ جی رو در نقش ده وون
- جونگ یونگ مو در نقش نه سوک
- ایم سه-می در نقش ملکه اون هه
- هوانگ یونگ هی در نقش گونگ اوک
- جونگ سوک یونگ در نقش هونگ ریم
- لی کی یونگ در نقش پادشاه گه‌رو
- جونگ چان در نقش پادشاه دانگ سئونگ

## دوبله و پخش در ایران
این سریال به سفارش شبکه ۵ سیما در سال ۱۳۹۴ به فارسی دوبله و در ۵۴ قسمت ۶۰ دقیقه‌ای آماده پخش شد. کار دوبله مجموعه در تابستان ۱۳۹۴ آغاز شد و ابتدا قرار بود در ۱۱۰ قسمت آماده پخش شود.  زهرا شکوفنده مدیر دوبلاژ این مجوعه بوده است. مینو غزنوی، فریبا رمضان‌پور، غلامرضا مهرزادیان، سعید مظفری و منوچهر والی‌زاده به ترتیب گویندگان نقش‌های دختران امپراتور، امپراتور و پسران امپراتور هستند. بابک اسکندرزاده، رضا الماسی، شایسته تاجبخش، زویا خلیل‌آذر، مریم باقری، جواد پزشکیان، شایان شام‌بیاتی، ابوالفضل شاه‌بهرامی، فرزانه شجاعی، غلامرضا صادقی، مجید صیادی، محمد عبادی، کوروش فهیمی، مریم معینیان و رهبر نوربخش نیز از دیگر گویندگان این سریال کره‌ای هستند.
| دوبلر              | نقش        |
| ------------------ | ---------- |
| مینو غزنوی         | سول نان    |
| فریبا رمضان‌پور     | سوریا      |
| غلامرضا مهرزادیان  | امپراتور   |
| منوچهر والی‌زاده    | نانگ نیانگ |
| سعید مظفری         | جین مو     |
| بابک اسکندرزاده    |            |
| رضا الماسی         |            |
| شایسته تاجبخش      |            |
| زویا خلیل‌آذر       |            |
| مریم باقری         |            |
| جواد پزشکیان       |            |
| شایان شام‌بیاتی     | وزیر اعظم  |
| ابوالفضل شاه‌بهرامی |            |
| فرزانه شجاعی       |            |
| غلامرضا صادقی      |            |
| مجید صیادی         |            |
| محمد عبادی         |            |
| کوروش فهیمی        |            |
| مریم معینیان       |            |
| رهبر نوربخش        |            |

## جوایز
| سال  | جایزه                  | بخش                                 | نامزد(ها)   | نتیجه    |
| ---- | ---------------------- | ----------------------------------- | ----------- | -------- |
| ۲۰۱۳ | جوایز درامای ام‌بی‌سی    | جایزه عالی بهترین بازیگر سریال درام | لی جه ریونگ | نامزدشده |
| ۲۰۱۳ | جوایز درامای ام‌بی‌سی    | جایزه بهترین بازیگر سریال درام      | جو هیون جه  | نامزدشده |
| ۲۰۱۳ | جوایز درامای ام‌بی‌سی    | جایزه بهترین بازیگر زن سریال درام   | سو هیون جین | نامزدشده |
| ۲۰۱۳ | جوایز درامای ام‌بی‌سی    | جایزه بهترین بازیگر زن سریال درام   | سو وو       | نامزدشده |
| ۲۰۱۴ | جوایز ستارگان ای‌پی‌ای‌ان | جایزه بهترین بازیگر زن سریال درام   | سو هیون جین | نامزدشده |